# João da Cruz e Sousa
João da Cruz e Sousa (Nossa Senhora do Desterro, 24 novembre 1861 – Estação do Sítio, 19 marzo 1898) è stato un poeta brasiliano.

## Biografia
Di origine africana, figlio di due schiavi, venne educato dai padroni che lo indirizzarono verso un percorso di formazione culturale culminato con l'Ateneu provincial Catarinense, dove Cruz e Sousa ritornò come insegnante.
Terminati gli studì dovette affrontare non poche difficoltà per inserirsi nel mondo del lavoro, a causa di motivi razziali.
Quindi fu costretto a mutare vari lavori ed ebbe vita travagliatissima.
Ispirato dalle letture di Edgar Allan Poe e Charles Baudelaire, divenne uno dei più validi rappresentanti dell'estetica simbolista: strinse una profonda amicizia con il poeta Alphonsus de Guimaraens.
LÉSBIA 

Cróton selvagem, tinhorão lascivo, 

Planta mortal, carnívora, sangrenta, 

Da tua carne báquica rebenta 

A vermelha explosão de um sangue vivo.
Nesse lábio mordente e convulsivo, 

Ri, ri risadas de expressão violenta 

O Amor, trágico e triste, e passe, lenta, 
 
A morte, o espasmo gélido, aflitivo…
Lésbia nervosa, fascinante e doente, 

Cruel e demoníaca serpente 

Das flamejantes atrações do gozo.
Dos teus seios acídulos, amargos, 

Fluem capros aromas e os letargos, 

Os ópios de um luar tuberculoso… 
 
-- Cruz e Souza / Broquéis (1893).
Le sue opere poetiche non furono accette al pubblico e ai critici, ma a partire dal 1920 sono state rivalutate, come documento di una poesia di fine-secolo e quindi di transizione.
Uno dei temi principali inserito nelle opere di Cruz e Sousa è quello della liberazione dalla schiavitù, sia del peccato sia del dolore, necessaria per raggiungere una sorta di oblio.
Nella composizione Cristo di bronzo, la divinità è di colore, travolta dalle passioni e dal peccato, mentre in Evocações (Evocazioni), l'autore esprimerà il tragico dolore dei neri.

## Opere principali
- Tropos e Fantasias (1885)
- Broquéis (1893)
- Missal (Messale, 1893),
- Evocações (Evocazioni, 1898)
- Faróis (Fari, 1900)
- Últimos Sonetos (Ultimi Sonetti, 1905)